# Byggeforeningshusene ved Nyboder
Byggeforeningshusene ved Nyboder er de tredje i rækken af bebyggelser som Arbejdernes Byggeforening byggede og de første af foreningens huse der havde Frederik Bøttger som arkitekt og blev således en slags pilotprojekt for de næste mange huse, bl.a. de næste 480 der kendes som Kartoffelrækkerne.
De 45 huse der ligger i fire rækker på fundamenter af gamle nyboderhuse i Gernersgade, Krusemyntegade og Sankt Pauls Gade med fire hjørnehuse mod Kronprinsessegade er bygget mellem 1870-72. De indrettedes til bolig for to-tre familier og hjørnehusene og en del huse i Gernersgade har i en periode haft butik i stueetagen.
I dag er husene bevaringsværdige familieboliger.

## Ekstern henvisning
- Byggeforeningshusene ved Nyboder

55°41′18.54″N 12°35′4.91″Ø / 55.6884833°N 12.5846972°Ø